# Пасатна клима
Пасатна клима је клима водених површина које су под утицајем кретања пасатних ветрова. Одликује се сталним правцем и брзином струјања ваздушних маса, малом количином падавина и незнатном облачношћу. Средње летње температуре крећу се од 20-27°C, а зимске од 10-15°C. Количина падавина није већа од 500 милиметара, али се повећава и до 1000 мм, на планинским падинама острва оријентисаним према пасатима. У истим ширинама где влада пасатна клима, на копну је развијена клима тропских пустиња.